# Самюъл Пийпс
Самюъл Пийпс, (на английски: Samuel Pepys, 23 февруари 1633, Лондон – 26 май 1703, Клапам, Южен Лондон) е английски писател и държавен чиновник, служил в морския флот, автор на знаменит дневник, който е един от историческите източници за периода на английската Реставрация.
Дневникът е воден между 1660 и 1669 и е публикуван за първи път през 19 век. Той комбинира лични преживявания и прозрениясъс свидетелства от първо лице на известни исторически събития като голямата чумна епидемия, втората англо-нидерландска война и големия пожар в Лондон.

## Биография
Син е на лондонски шивач, петото поред дете от единадесет, но поради голямата смъртност, характерна за периода, скоро остава най-голямото дете. Завършва Модлин колидж в Кеймбридж и постъпва на служба при далечния си роднина, влиятелен военен и политик сър Едуард Монтагю (първи граф Сандвич), на когото дължи до голяма степен последвалата си кариера. В началото на управлението на Чарлз II Пийпс е назначен за чиновник в кралския флот, от 1665 за главен инспектор в Продоволствената служба, през 1672 – секретар на Адмиралтейството. От 1665 е член Кралското научно дружество, като в периода 1684 – 1686 е негов президент. Бил е член на английския парламент.
Пийпс е другарувал с Исак Нютон и Робърт Бойл, Джон Драйдън и Кристофър Рен. Той музицирал, занимавал се с живопис, съчинявал стихове. Но главното му произведение е неговият „Дневник“, воден през 1660 – 1669 г. и в който с присъщата му добросъвестност той пресъздава както всеобщи бедствия, политически сътресения и придворни дрязги, така и подробности от собствения си бит, трапеза, любовни връзки и др. Сред описаните исторически събития са голямата чумна епидемия в Лондон от 1665, Големият лондонски пожар от 1666), военни сражения (Втората англо-холандска война 1665 – 1667).
Неговият дневник бил зашифрован по системата на Томас Шелтън по политически и семейни съображения и се е съхранявал в библиотеката на Модлин колидж до началото на XIX в., когато е разшифрован от Джон Смит. Издаден е за първи път през 1825 г.